# サキノハカ
サキノハカは東京都出身のロックバンドである。2002年結成。

## メンバー
- スズキヒロユキ（ボーカル･ギター）

旧メンバー
- コカジタカユキ（ベース）2009年5月25日脱退。
- 山口智久（ドラム）2006年9月27日脱退。
- キムラミチル（ベース）2006年1月脱退。
- 中島 貢（ベース）2005年7月3日脱退。
- 日高コウセイ（ギター）2003年脱退。
- 赤澤（ベース）2003年脱退。

## 概要
2002年初頭Gt/Vo鈴木、Dr山口を中心に結成。バンド名の由来は宮沢賢治の詩から。
「ブラジル・サンディエゴを中心に半径400,000km圏内で活動する文系ロックバンド」を標榜し活動。 
メンバーの変更を繰り返した後に2009年からはボーカル鈴木のソロプロジェクトとなり、自主レーベル・スピードフラッシュレコーズからのCD-Rリリースを中心に音楽活動を継続した。2011年10月のライブをもってサキノハカとしての音楽活動の休止を宣言した。

## ディスコグラフィー

### Mini Album
- 山査子(2004年7月21日)

1. 赤いキャンディ
2. 白夜
3. 水の中の小さな太陽
4. 朱の空
5. 17
6. 斜陽

- 向日葵(2008年11月12日)

1. ブルーフィルム
2. オーバーザレインボウ
3. 白日
4. 向日葵
5. レンズ
6. プラネタリウム

- 紫陽花(2008年11月12日)

1. ステレオダイバー
2. SuperSonicLove
3. FEVER
4. 火花
5. アイヴィー
6. (rain is) falling down

### Full Album
- the end of the world(2005年5月11日)

1. ティアラ
2. 最果て
3. 白い花
4. 青い猫
5. 25
6. 雷火
7. 藍の空
8. 春のうた
9. fantasy(the world is yours)
10. 夕闇

### DVD
- ハトに火をつけて～BOOTLEG DVD～(2004年12月4日)
  - LIVE@下北沢シェルター

1. ティアラ
2. 白い花
3. ダイジェスト
4. 雷火～青い猫～朝焼け～最果て
5. 夕闇
6. 赤いキャンディ(PV)
7. オフショット映像

### SpeedFlashRecords/CD-R
- さよならサテライト(2009年5月25日)

1. さよならサテライト
2. うさぎホームシック
3. さよならサテライト(off vocal)
4. さよならサテライト(TV-Size)

- モーニングスター(2009年5月25日)

1. モーニングスター
2. アイソトープ(short ver)
3. モーニングスター(off vocal)
4. アイソトープ(off vocal)
5. モーニングスター(TV-Size)

- ハッピーエンド(2009年7月9日)

1. ハッピーエンド
2. もう寝た?
3. 赤い実はかたい(LIVE)
4. ハッピーエンド(off vocal)
5. もう寝た?(off vocal)
6. ハッピーエンド(True End ver.)

- 陽炎(2009年8月1日)

1. 陽炎
2. 陽炎(from Hi-Style vol.8)
3. 17(Alternative)
4. 陽炎(Off Vocal)
5. 陽炎(TV-Size)

- COLDFEVER/talkingheads(2009年9月1日)

1. COLDFEVER
2. talkingheads
3. COLDFEVER(off vocal)
4. talkingheads(off vocal)

- サマーレイン(2009年10月4日)

1. サマーレイン
2. 夕立
3. 焼却炉
4. サマーレイン(off vocal)
5. 夕立(off vocal)
6. 焼却炉(off vocal)

- ハートに火をつけて(2009年12月1日)

1. ハートに火をつけて
2. ドリームキャッチャー
3. メリー・ゴー
4. ハートに火をつけて(off vocal)
5. ドリームキャッチャー(off vocal)
6. メリー・ゴー(off vocal)

- 嘘(2010年6月19日)

1. 嘘
2. 夕景スケッチ
3. ラズベリー&ストロベリー
4. 嘘(off vocal)
5. 夕景スケッチ(off vocal)
6. ラズベリー&ストロベリー(off vocal)

- ロストスマイル(2010年6月19日)

1. ロストスマイル
2. なつのかや
3. 月光サーファー
4. ロストスマイル(off vocal)
5. なつのかや(off vocal)
6. 月光サーファー(off vocal)

- I WANNA BE YOUR GOD.(2010年10月7日)

1. 神になりたい
2. LIBIDO!
3. 君の声
4. 神になりたい(off vocal)
5. LIBIDO!(off vocal)
6. 君の声(off vocal)

- NO MUSIC の LIFE(2011年1月20日)

1. サイレント・トーク
2. 狐憑き
3. 黒い花
4. サイレント・トーク(off vocal)
5. 狐憑き(off vocal)
6. 黒い花(off vocal)

### その他
- 朱の空/ティアラ(2003年)
- 藍の空/陽炎(2003年)
- 17/白夜(2003年)
- 火花/river(over)(2006年)
- FEVER/赤い実はかたい(2007年)
- HI-STYLE VOL.8(2004年10月20日)
- 251 LIVE RALLY 3(2006年12月9日)
  - 「here」「ブルーフィルム」で参加
- DiGGiN' UP BLUE(2007年3月21日)
  - 「雀」「朝顔」で参加
- wild gun crazy compilation vol.3(2008年2月9日)
  - 「FEVER」で参加
- SPRIT SINGLE SERIES #001(2010年)
  - 「morning glory」「morning glory(Off Vocal)」で参加
- SPRIT SINGLE SERIES #002(2010年)
  - 「river(over)」「river(over)(Off Vocal) 」で参加